# بواب الريح (مسلسل)
بواب الريح مسلسل تلفزيوني سوري عرض في رمضان 2014 على قناة الدنيا الفضائية وعلى شبكة أوربت شوتايم يمثل فيه نخبة من نجوم الدراما السورية
المسلسل من كتابة الكاتب: خلدون قتلان وللمخرج السوري المثنى صبح.

## قصة المسلسل
عمل دمشقي يطرح فتنة 1860 التي بدأت من جبل لبنان وامتدت إلى دمشق..
ويقص العمل في ثلاثين حلقة حكايا من دمشق.. وتأتي عبر ثلاث شخصيات:
التاجر «يوسف النحاس»: شيخ كار النحاسين اليهودي..
«جورج السكيبي»: شيخ كار نساجي الحرير.. والمحتكره من مسيحيي الشام..
و«هاشم آغا» حاكم القلعة الدمشقي والمتأصل من حواري الشام المسلم الحق.. الذي يضع يده في يد جاره مهما كانت طائفته....... ..

## طاقم العمل
تأليف: خلدون قتلان..
إخراج: المثنى صبح..
إنتاج: سما الفن الدولة للإنتاج

## الجزء الثاني
في 1 سبتمبر عرضت مجموعة إم بي سي مسلسل بواب الريح في حينها أعلن الكاتب خلدون قتلان عن البدء لكتابة الجزء الثاني للمسلسل على صفحته الرسمية على موقع فيسبوك.كما تم تأكيد عودة كلاً من غسان مسعود وفادي صبيح وغيرهم ليباشروا التصوير مع المخرج المثنى صبح.

## قنوات العرض
عرض المسلسل على العديد من القنوات العربية في رمضان وبعد رمضان مما أدى إلى نجاح المسلسل لحصوله على عدد كبير من المشاهدات ومن القنوات:
- إم بي سي.
- شبكة أوربت شوتايم.
- قناة السومرية الفضائية.
- قناة الدنيا الفضائية.
- التلفزيون السوري.

## الممثلين
| - دريد لحام - غسان مسعود - سليم صبري - فادي صبيح - خالد القيش | - رامز الأسود - مصطفى الخاني - معن عبد الحق - جيني اسبر - إمارات رزق | - جمال العلي - أندريه سكاف - ضحى الدبس - قاسم ملحو - رامز عطا الله | - أمانة والي - محمد خير الجراح - حسام تحسين بيك - علي كريم | - عهد ديب - أنطوانيت نجيب |

بالإضافة إلى العديد من النجوم